# Satyrium abdominale
Satyrium abdominale is een vlinder uit de familie van de Lycaenidae. De wetenschappelijke naam van de soort werd als Thecla abdominalis in 1853 gepubliceerd door Gerhard.